# قصف صواريخ كروز على أفغانستان والسودان (أغسطس 1998)
قصف صواريخ كروز على أفغانستان والسودان كان قصف أفغانستان والسودان في 20 أغسطس عام 1998 (تطلق عليها الولايات المتحدة اسم عملية الوصول اللانهائي) عبارة عن ضربات بالصواريخ الجوالة على قواعد جماعات مسلحة في أفغانستان ومصنع للأدوية في السودان. وكان الهجوم انتقاميًا ردًا على تفجيرات السفارات الأمريكية في كينيا وتنزانيا التي نتج عنها سقوط 224 قتيلاً (منهم 12 أمريكيًا). وجرح 5000 آخرين.

## قصف مصنع الشفاء والجدل حوله
تم إطلاق الصواريخ من السفن الحربية الأمريكية في البحر الأحمر. والعديد منها ضرب مصنع الشفاء للأدوية، حيث ادعت الولايات المتحدة أنه كان يساعد أسامة بن لادن العقل المدبر لهجمات السفارة في تصنيع الأسلحة الكيميائية. وتسببت الغارة في مقتل رجل وإصابة عشرة في السودان.
ثم ذكر مستشار الأمن القومي للولايات المتحدة ريتشارد كلارك أن المخابرات وجدت علاقة بين أسامة بن لادن ومشغلي مركز الشفاء الحالي والسابق وهما خبراء غاز الأعصاب العراقي والجبهة الإسلامية القومية في السودان. كما طالبت الحكومة السودانية إدارتي كل من بيل كلينتون وجورج بوش الأب بالاعتذار لكن لم تحصل على شيء؛ لأن المخابرات الأمريكية لا تزال تعتقد أن المحطة لها علاقة بالأسلحة الكيميائية. وفقًا لشهادة ويليام كوهين،  “...فإن أجهزة المخابرات الأمريكية حصلت على أدلة مادية من خارج منشأة مصنع الشفاء في السودان دعمت المخاوف طويلة الأمد بشأن دوره المحتمل في جهود تصنيع الأسلحة الكيميائية السودانية التي يمكن أن يستغلها تنظيم القاعدة.”
ومع ذلك، اعترف مسئولون في وقت لاحق أن «الأدلة التي دفعت الرئيس كلينتون أن يأمر بقصف مصنع الشفاء لم تكن موثوقًا بها كما تم تصويرها في البداية»، وفي الواقع، وقال مسئولون في وقت لاحق أنه لا يوجد أي دليل أن المصنع قام بتصنيع أو تخزين غاز الأعصاب، كما كان يشتبه الأمريكيون في البداية ولا كان له علاقة بأسامة بن لادن المقيم في الخرطوم في التسعينيات.”
كان مصنع الشفاء المصدر الرئيسي للأدوية في السودان إذ كان يغطي الغالبية العظمى من السوق السوداني. كتب فيرنر دوام (سفير ألمانيا في السودان 1996-2000) مقالاً يقدر فيه خسائر الهجوم بقوله «ربماأدى إلى عشرات الآلاف من القتلى» من المدنيين السودانيين. وكتب المركز الأمريكي للاستخبارات والبحوث تقريرا عام 1999 يشكك في الهجوم على المصنع مما يشير إلى أن معلومات وجود صلة بينه وبين بن لادن لم تكن دقيقة؛ كما وضح جيمس رايزن في نيويورك تايمز:

"وجدد المحللون حاليًا شكوكهم حيث قال مساعد وزيرة الخارجية فيليس أوكلي أن دليل وكالة المخابرات المركزية الذي تم على أساسه الهجوم لم يكن كافيًا. كما طلبت منهم السيدة أوكلي إعادة التحقق ربما هناك بعض المعلومات الاستخباراتية التي لم يتم الاطلاع عليها إلى الآن. جاء الجواب مرة أخرى بسرعة: لم يكن هناك أي أدلة إضافية. ودعت السيدة أوكلي لاجتماع المساعدين الرئيسيين وكان هناك توافق في الآراء: على عكس ما كانت تقوله الإدارة وكانت العلاقة بين مصنع الشفاء والسيد بن لادن ضعيفة.”

وصرح مدير مصنع الشفاء للصناعات الدوائية، الذي ينتقد الحكومة السودانية، للصحفيين مؤخرًا "كنت أملك جردًا بكل المواد الكيميائية وسجلات تاريخ كل موظف. ولم تكن هناك تلك المواد الكيميائية المسماة [غاز الأعصاب] تصنع هنا.” وقد دعت السودان الولايات المتحدة لإجراء اختبارات كيميائية في الموقع للحصول على أدلة لدعم زعمها أن المصنع هو مصنع للأسلحة الكيميائية، لكن رفضت الولايات المتحدة الدعوة للتحقيق. ومع ذلك رفضت الولايات المتحدة الاعتذار رسميًا عن الهجمات.

## الهجوم على المعسكرات في أفغانستان
| ”                                   | Interestingly, even if bin Laden had been there, it would have taken a good deal of luck to kill him. The camp facilities at Khowst are fairly extensive and cover a substantial piece of ground. | “ |
| —Michael Scheuer, CIA Station Chief | |   |

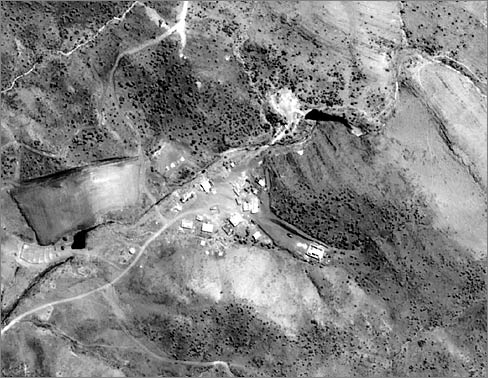
صورة فضائية تظهر معسكر تدريب القاعدة في زاوار كيلي

أطلقت الولايات المتحدة نحو 75 صاروخ كروز جوال على إمارة أفغانستان الإسلامية في أربعة من معسكرات التدريب الأفغانية:
- معسكر تدريب الفاروق
- معسكر ماواي الذي تديره حركة المجاهدين الباكستانية لتدريب المتشددين لمحاربة القوات الهندية في كشمير[9][10]
- معسكر تدريب في منطقة جاراوا قرب مدينة خوست
- زاوار كيلي البدر الذي كان موجهًا من بن لادن والمعروف بأنه مكان اجتماع القادة.[11][12]

وجاء هذا الهجوم في جزء منه كمحاولة لاغتيال بن لادن وقادة آخرين. وبعد الهجوم سمعت وكالة المخابرات المركزية أن بن لادن كان في زاوار كيلي البدر لكنه رحل قبل بضع ساعات من إطلاق الصواريخ.
و يقال أن القبض على محمد عودة في وقت سابق في 7 أغسطس بينما كان يسافر لمقابلة أسامة قد نبه بن لادن الذي ألغى الاجتماع مما يعني أن المعسكرات التي استهدفتها الصواريخ الجوالة كانت فارغة في الأساس يوم الهجوم الأمريكي عليها.
وفقًا للصحفي الباكستاني أحمد رشيد، فقد قتل 20 أفغانستان وسبع باكستانيين وثلاثة يمنيين واثنين من المصريين وشخص من السعودية وآخر من تركيا. وقدّر أبو جندل في وقت لاحق أن ستة رجال فقط قتلوا في الغارات. كانت حالة الوفاة الوحيدة المؤكدة في الغارات هي وفاة المصري-الكندي عمرو حامد. قال أسامة بن لادن للمقاتلين في اتحاد الجهاد مازحًا بأن القتلى لم يكونوا سوى عدد قليل من الجمال والدجاج.
وأعلن الرئيس الأمريكي بيل كلينتون عن الهجمات في خطاب تلفزيوني، أن معسكر خوست «كان إحدى القواعد الإرهابية الأكثر نشاطًا في العالم»  مضيفًا «أريد أن يفهم العالم أن إجراءاتنا اليوم ليس موجهة ضد الإسلام» الذي وصفه بأنه «دين عظيم».”

## ردود الفعل
- الأمم المتحدة - الأمين العام كوفي أنان كان «يشعر بالقلق إزاء هذه التطورات وينتظر المزيد من التفاصيل».[20]
- أستراليا - رئيس الوزراء جون هاوارد قال أن الولايات المتحدة لها الحق في الرد على تفجير السفارتين في شرق أفريقيا.[20]
- السودان - آلاف من المحتجين المناهضين للولايات المتحدة خرجوا إلى شوارع الخرطوم.[21] أدان وزير الإعلام السوداني بشدة الهجوم على الخرطوم وأدان بيل كلينتون بأنه "كذاب أشر" لديه 100 صديقة".[22] قاد الرئيس السوداني عمر البشير مظاهرة ضد الولايات المتحدة وحذر أن بلده "تحتفظ بحق الرد على الهجوم الأمريكي باستخدام جميع التدابير اللازمة."[20]
- المملكة المتحدة - قال رئيس الوزراء توني بلير أنه يؤيد «بقوة» الضربات الأمريكية.
- كوبا - كوبا صرحت أن «الرئيس كلينتون تجاهل سيادة السودان وأفغانستان وشن قصف تمثيلي مسرحي ليغطي على فضيحته الجنسية الأخيرة».
- ألمانيا - المستشار هيلموت كول قال أن حكومته تؤيد الضربات الأمريكية.
- إسرائيل - رئيس الوزراء بنيامين نتنياهو صرح بأنه «يرحب بقرار الولايات المتحدة لضرب أهداف الإرهابيين في السودان وأفغانستان.»
- ليبيا - الزعيم الليبي معمر القذافي أعرب عن دعم بلاده لجهود السودان «في الكفاح ضد هذا العدوان» وقاد مظاهرة مناهضة للولايات المتحدة في طرابلس.
- باكستان - استنكرت باكستان الضربات الصاروخية الأمريكية باعتبارها انتهاكًا لسلامة أراضي البلدين الإسلاميين.
- روسيا - أدان الرئيس بوريس يلتسين العمل الأمريكي كعمل «مخل بالشرف» وقال أن واشنطن «كان يجب عليها أن تقوم بالمفاوضات حتى النهاية» لكن المتحدث باسمه سيرغي ياستر جمبسكي قال أن «روسيا والولايات المتحدة في نفس القارب بالنسبة لمحاربة الإرهاب في العالم.»[20]
- جنوب أفريقيا - «وردًا على ذلك» فجرت جماعة تطلق على نفسها المسلمون ضد الظلم العالمي مطعم بلانت هوليوود في كيب تاون بجنوب أفريقيا في 25 آب/أغسطس، مما أسفر عن مقتل اثنين واصابة 26.[23]
- - نائب الرئيس الشيشاني فاكا أرزانوفا أعلن أن الولايات المتحدة أطلقت من خلال مهاجمة أفغانستان والسودان «حربًا عالمية ثالثة غير معلنة» التي تهدد بمهاجمة الأمريكيين في أي مكان في العالم وأن كلينتون وضع على «قائمة المطلوبين» بسبب جرائمه ضد شعوب الأمة الإسلامية وسيحاكم وفقًا لقوانين الشريعة.[24]
- العراق - وصرح المتحدث باسم العراق أنه «على استعداد للتعاون مع أي من البلدان العربية والدولية لمواجهة السياسات العدائية الأمريكية.»
- في أفغانستان نددت حركة طالبان بالقصف لأنه يستهدف في الواقع الشعب الأفغاني. ونفت الحركة الاتهامات الموجهة لها بأنها توفر ملاذا آمنا لأسامة بن لادن وأصرت على أن الهجوم الأمريكي قتل المدنيين الأبرياء فقط.
- تعهد أسامة بن لادن بمهاجمة الولايات المتحدة مرة أخرى. وأجرى أيمن الظواهري مكالمة هاتفية لمراسل نيوزويك مبينا أن «الحرب بدأت للتو وعلى الأمريكيين انتظار الرد.»
- هددت حركة المجاهدين أيضا بالرد قائلة «على الأمريكيين واليهود الاستعداد الآن للتدمير. وأعلنت حركة المسلمين المحترمين في العالم أنها ستشن حربًا مقدسة ضد أمريكا.»

## وصلات خارجية
- U.S. missiles pound targets in Afghanistan, Sudan; Clinton: 'Our target was terror', CNN, August 21, 1998
- President Clinton's speech on the attacks, August 20, 1998
- President Clinton's speech after testifying to the Grand Jury, August 17, 1998